# Aiglon du Lamentin
El L'Aiglon du Lamentin Football Club es un equipo de fútbol de Martinica que juega en la Liga de Fútbol de Martinica, la liga de fútbol más importante del territorio de ultramar francés.

## Historia
Fue fundado en el año 1905 en la ciudad de Le Lamentin y ha sido campeón de liga en 4 ocasiones, 3 veces campeón de copa y 1 Trofeo del Consejo General.
A nivel internacional ha participado en 4 torneos continentales, donde su mejor participación ha sido en la Copa de Campeones de la CONCACAF del año 1992, donde fue eliminado en la semifinal por Alajuelense de Costa Rica.
El equipo participó 4 veces en la Copa de Francia, donde fue derrotado en la fase inicial correspondiente en todas ellas.

## Palmarés
- Liga de Fútbol de Martinica: 4

1984, 1991, 1992, 1998
- Copa de Martinica: 3

1995, 1996, 2009
- Trofeo del Consejo General: 1

1998
- Copa Regional de Francia: 4

1965, 1990, 1991, 2004
- Copa d'Amicale: 0
  - Finalista: 1

1955
- Copa DOM: 0
  - Finalista: 1

1992

## Participación en competiciones de la CONCACAF
- Campeonato de Clubes de la CFU: 1 aparición

1998: semifinales; eliminado por  Caledonia AIA 4-3 en el global
- Champions' Cup: 3 apariciones

1993: final (Caribe); eliminado por  SV Robinhood 3-1 en el global
1992: semifinal (CONCACAF); eliminado por  LD Alajuelense 2-1
1995: primera ronda

## El Equipo en la Estructura del Fútbol Francés
- Copa de Francia: 4 apariciones

1965-66: 6.ª ronda: eliminado de visita por el US Quevilly 3-0
1991-92: 8.ª ronda: eliminado de visita por el Ajaccio GFCO CF2 4-0
2004-05: 7.ª ronda: eliminado de local por el Dunkerque CFA 4-0
2006-07: 7.ª ronda: eliminado de local por el JA Armentières CFA  2-0